# セルフタイマー
セルフタイマー（Self timer ）は、一定時間が経過すると自動的にシャッターを切るカメラの機能、もしくは外付けのアクセサリーのこと。元々は撮影者自身が被写体になる場合を想定したものでセルフタイマーという名称もそれにちなんでいるが、カメラぶれを避けたいときにリモートレリーズの代用として使用することもある。

## 概要

### 動作原理

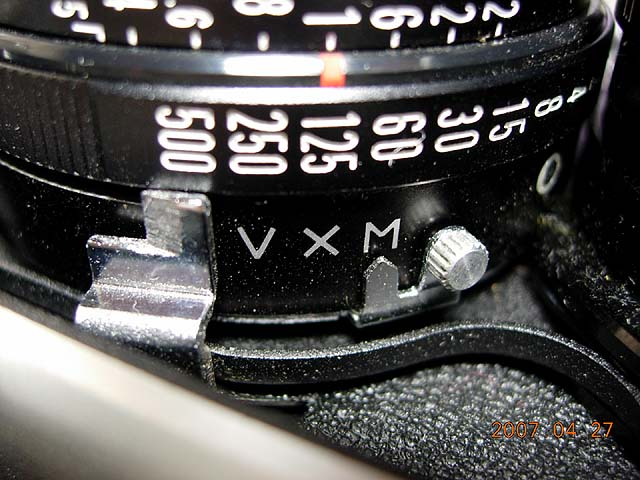
レンズシャッターが持つシンクロ接点の切り換えレバー。「V」に設定するとセルフタイマーになる

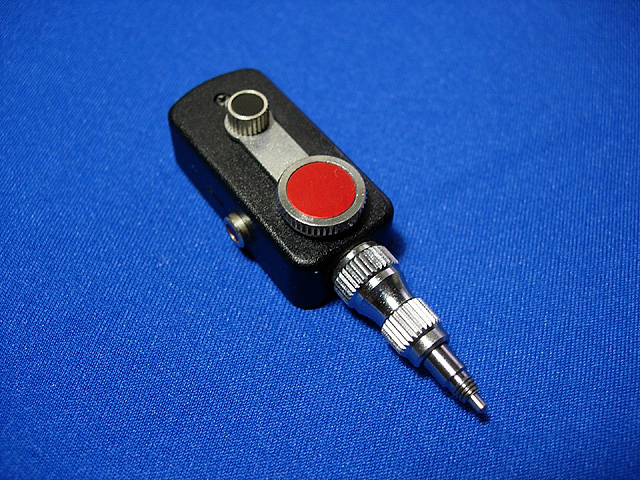
外付けのセルフタイマー

セルフタイマーは、タイマーとシャッターを切る信号を伝達する部分からできている。
タイマー制御については、構造上、ぜんまいばねによって制御する機械式と電子回路によって制御される電子式に大別される。どちらも、待ち時間の設定ができることも、できないこともある。時間は10秒前後が一般的であったが、最近は手ブレを防ぐためだけの2秒等の「セルフタイマー」もある。
シャッターを切る信号を伝達・駆動する部分も、機械式と電子式に大別される。機械式の場合、人間の代わりにシャッターボタンを駆動するが、その動力はタイマー制御のゼンマイが兼ねる。電子式の場合は待機時間が10秒前後のものなら、合図としての電子音・カメラ前方に設置されるガイドランプなどが、撮影の2･3秒前から間欠鳴動・明滅の間隔が短くなることで、シャッターの切れるタイミングを撮影者に知らせる仕掛けになっているものが多い。

### 位置
135フィルムを使用する一眼レフカメラやレンズ交換式レンジファインダーカメラでセルフタイマーを内蔵しているものは、カメラを正面から見て、エプロンの左側にセットレバーがあることが多い。もちろん、そのボディ側にセルフタイマーのメカニズムがある。
また、レンズシャッターを使用したカメラであれば、シャッターがセルフタイマーを内蔵していることが多い。セルフタイマーがシャッターのスローガバナーと類似の機構であること、ボディにタイマーを内蔵すると遠く離れたシャッターとの連動機構が必要となるためである。
カメラがセルフタイマーを内蔵していない場合、外付けのセルフタイマーを取り付ける必要がある。これはシャッターボタンに取り付けるが、標準的なテーパー付きネジ穴以外の方式の場合、専用のものが必要となる。ライカの旧型やライカコピーカメラ、それにニコンの旧型（F2、FM、FEなど）はかぶせ式と呼ばれるもので、レリーズ側が筒型で内部にネジが切ってあり、シャッターボタンにかぶせて回転させるものである。

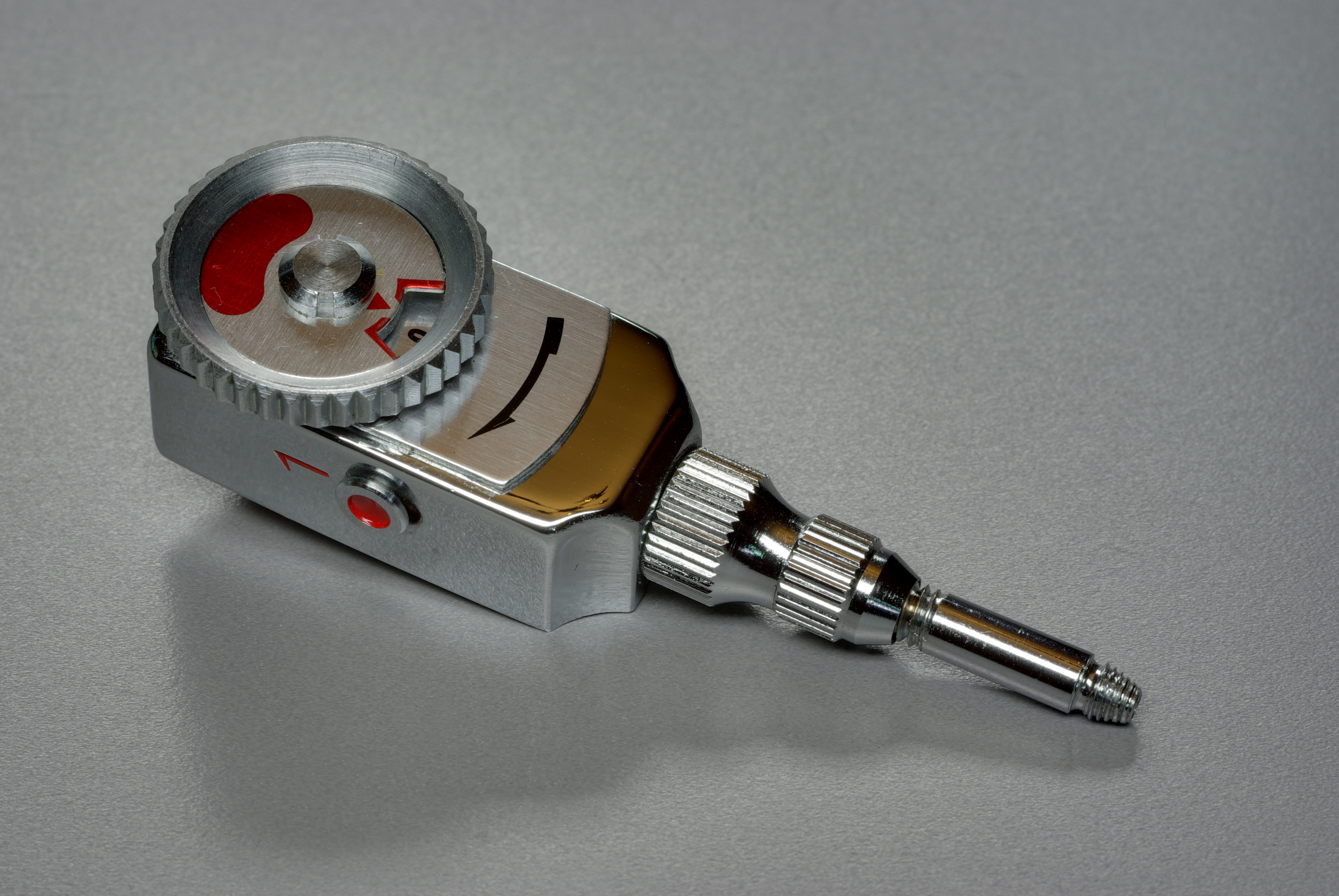
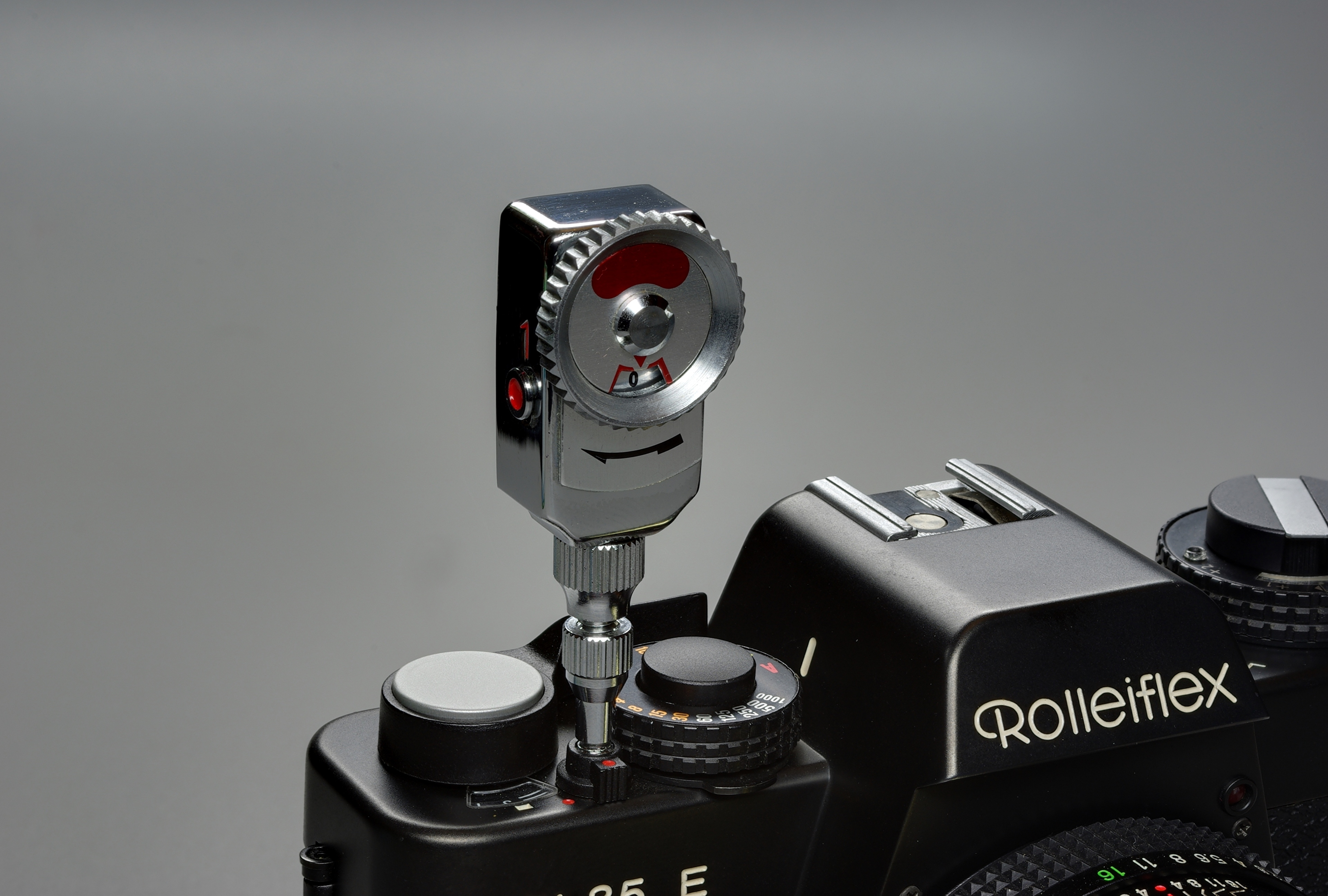